# فري تايب
فري تايب مكتبة برمجية تستخدم لتصيير أشكال الأحرف إلى صورة بت ماب لتستخدم لاحقًا في إظهار النص المراد على الشاشة. تعتبر مكتبة فري تايب مكتبة تحويل للنصوص من هيئتها المتجهية إلى صور نقطية.